# (25893) Sugihara
(25893) Sugihara ist ein Asteroid des Hauptgürtels, der am 19. November 2000 vom chinesischstämmigen kanadischen Astronomen William Kwong Yu Yeung am Desert Beaver Observatorium (IAU-Code 919) in Arizona entdeckt wurde.
Der Asteroid wurde nach dem japanischen Diplomaten Chiune Sugihara (1900–1986) benannt, der als Generalkonsul in Litauen mehreren Tausend Juden das Leben rettete.